# Tammus

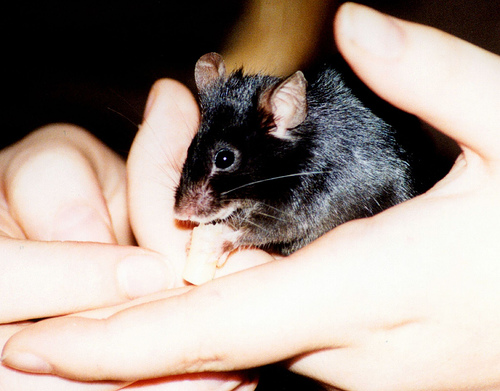
En black tammus.

Tammus eller sällskapsmus är en domesticerad variant av husmusen. Termerna tammus, dansmus och "fodermus" används ofta omväxlande av återförsäljarna, och är i själva verket samma djurart.

## Kroppslig beskrivning
Tammus är ett begrepp för att beskriva möss som har blivit selektivt uppfödda för utställning. De kan variera mycket i storlek, från små tammöss som är cirka 15 - 17,5 centimeter långa från nosen till svanstippen, till möss som mäter 30 centimeter från nos till svans. Tammöss väger ungefär 29 - 44 gram, men stora utställningsmöss kan väga upp till 130 gram.
Människors selektiva urval av möss har skapat en mängd olika färger och mönster. Dessa inkluderar black, chocolate, blue, white, cream, lilac, red, fawn, champagne, cinnamon, golden agouti, silver agouti, silver och dove. Standarder mellan länder och organisationer är lite annorlunda under separata klubbar.